# Винтер (Висконсин)
Винтер (енгл. Winter) град је у америчкој савезној држави Висконсин.

## Демографија
По попису из 2010. године број становника је 313, што је 31 (-9,0%) становника мање него 2000. године.
| Група             | 2000.       | 2010.       |
| Белци             | 330 (95,9%) | 281 (89,8%) |
| Афроамериканци    | 2 (0,6%)    | 4 (1,3%)    |
| Азијати           | 0 (0,0%)    | 1 (0,3%)    |
| Хиспаноамериканци | 5 (1,5%)    | 16 (5,1%)   |
| Укупно            | 344         | 313         |